# Malons-et-Elze
Malons-et-Elze is een gemeente in het Franse departement Gard (regio Occitanie) en telt 99 inwoners (2009). De plaats maakt deel uit van het arrondissement Alès.

## Geografie
De oppervlakte van Malons-et-Elze bedraagt 29,3 km², de bevolkingsdichtheid is dus 3,4 inwoners per km².

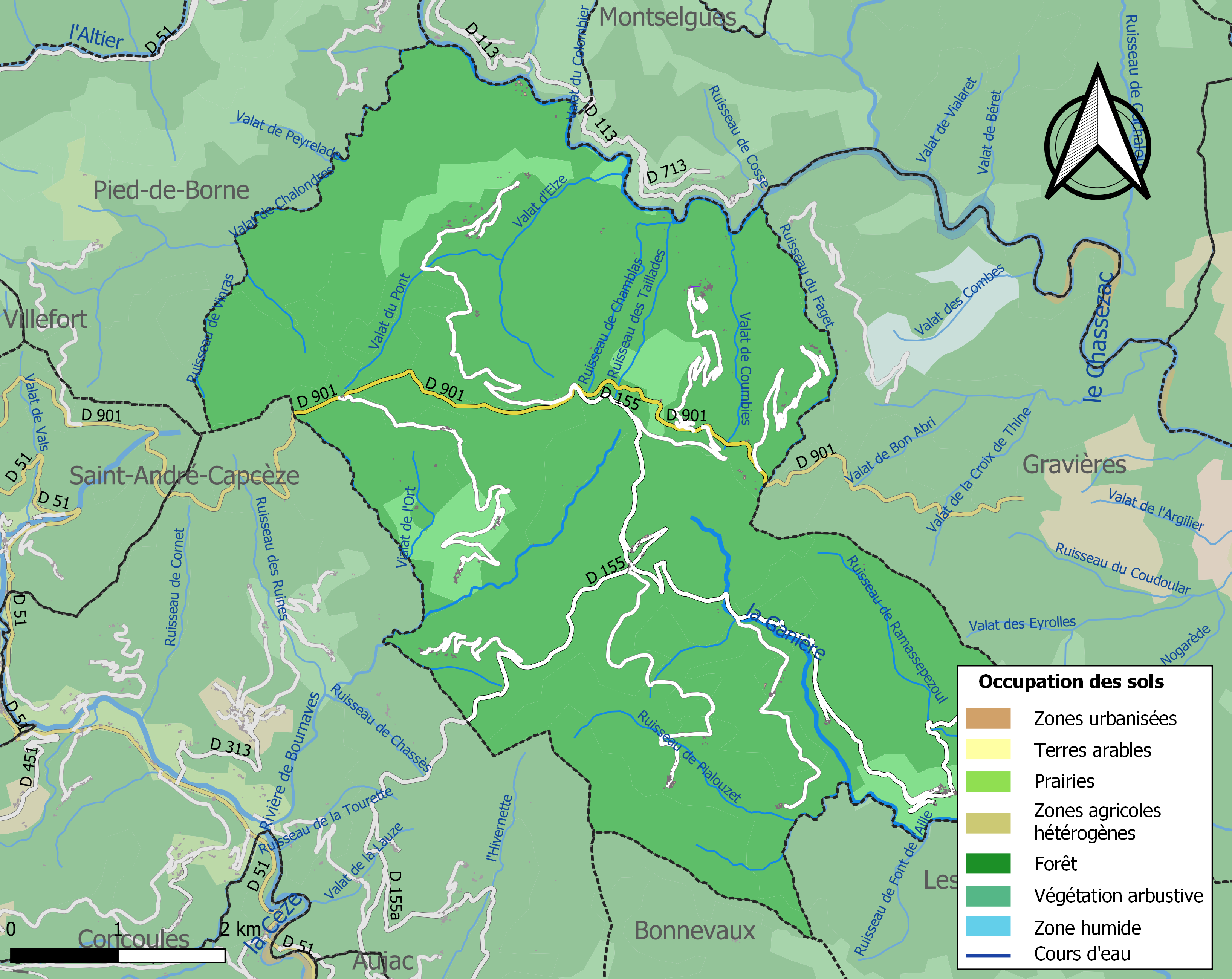
Kaart van de gemeente met de belangrijkste infrastructuur, bodemgebruik en omliggende gemeenten

## Demografie
Onderstaande figuur toont het verloop van het inwonertal (bron: INSEE-tellingen).